# Zoran Antonijević
'Zoran "Žota" Antonijević (Зоран Антонијевић en serbio) (Belgrado, Yugoslavia, 21 de octubre de 1945 - Belgrado, Serbia, 5 de febrero de 2008) fue un futbolista serbio que jugó como centrocampista. Antonijević marcó 65 goles en 429 partidos en todas las competiciones con Estrella Roja de Belgrado entre 1967 y 1975, ganando 4 ligas y 3 Copas yugoslavas.

## Selección nacional
A nivel internacional, debutó para la Yugoslavia en noviembre de 1970 en un amistoso contra la República Federal Alemana y jugó ocho partidos. Su última internacionalidad fue en mayo de 1972 en el clasificatorio contra la Unión Soviética.

## Clubes
| Club                      | País       | Año       | Partidos | Goles |
| ------------------------- | ---------- | --------- | -------- | ----- |
| IM Rakovica               | Yugoslavia | 1966–1967 |          |       |
| Estrella Roja de Belgrado | Yugoslavia | 1967–1975 | 154      | 18    |
| Iraklis                   | Grecia     | 1975–1977 | 56       | 1     |

## Palmarés
Red Star Belgrade
- Liga de Yugoslavia: 4

1967–68, 1968–69, 1969–70, 1972–73
- Copa de Yugoslavia: 3

1967–68, 1969–70, 1970–71